# François Parra
Pour les articles homonymes, voir Parra (homonymie).
François Parra, né le 20 décembre 1733 à Belley (Ain), mort le 9 mars 1821 au même endroit, est un général de brigade de la Révolution française.

## Biographie
Il s'engage au régiment de Lyonnais le 19 décembre 1756, avec le rang de simple soldat. Il sert dans le Hanovre entre 1757 et 1762 lors de la guerre de Sept Ans. Lors de cette campagne, il est promu sergent le 13 mars 1759, et blessé au siège de Cassel d'octobre et novembre 1762.
Il est placé comme porte-drapeau le 1er février 1763 et promu lieutenant le 14 janvier 1774. Il est ensuite affecté au régiment de Maine (lequel deviendra le 28e régiment d’infanterie de ligne en 1791) avec le rang de sous-lieutenant le 6 juin 1776, à la création de cette unité. Il prend le rang de lieutenant en second le 2 juin 1777, puis premier lieutenant le 15 septembre 1778, et lieutenant de la compagnie de chasseurs le 24 septembre 1780. Il est fait chevalier de l'ordre de Saint-Louis le 20 septembre 1788, et il est élevé au grade de capitaine provisoire le 9 août 1789.
Son grade de capitaine au 28e régiment d’infanterie de ligne est confirmé le 15 septembre 1792, cette unité est attachée à l'armée d'Italie. Il participe à l'attaque de Gilette du 19 octobre 1793, et est promu général de brigade le 4 novembre suivant. Il est affecté au siège de Toulon à la fin de ce même mois et retourne à l'armée d'Italie le 5 janvier 1794. Il devient commandant de la place de Nice le 12 décembre de cette même année.
Il devient commandant de la 1re brigade de la 8e division du général Casabianca le 6 décembre 1795, puis est placé comme commandant de la place d'Antibes le 29 mars 1796, puis de celle d'Avignon, tout en restant attaché à son unité d'origine. Il est employé à la 8e division militaire en 1797, il est rappelé à l'armée d'Italie le 19 septembre de cette année-là.
Il reçoit l'ordre de quitter ses fonctions à la suite d'une dénonciation de l’administration centrale des Alpes-Maritimes pour des faits remontant à l'époque de la réaction thermidorienne le 9 janvier 1800, il est admis au traitement de réforme et obtint une retraite de quatre mille francs.
Il meurt le 9 mars 1821 à Belley.

## Décorations
- Chevalier de l'ordre royal et militaire de Saint-Louis (1788).

## Autres informations
Il existe une Montée François Parra à Arbignieu dans l'Ain, il subsiste dans cette commune une maison dans laquelle il résida.

## Sources